# کیم جونز (تنیس‌باز)
 کیم جونز (انگلیسی: Kim Jones؛ زاده ۲۸ سپتامبر ۱۹۵۷) یک تنیس‌باز اهل ایالات متحده آمریکا است.